# IC 2586
IC 2586 је елиптична галаксија у сазвјежђу Хидра која се налази на листи објеката дубоког неба у Индекс каталогу.
Деклинација објекта је - 28° 43' 1" а ректасцензија 10h 31m 2,3s. Привидна величина (магнитуда) објекта IC 2586 износи 12,6 а фотографска магнитуда 13,6. IC 2586 је још познат и под ознакама ESO 436-30, MCG -5-25-8, PGC 31025.